# Hultsjö landskommun
Hultsjö landskommun var en tidigare kommun i Jönköpings län.

## Administrativ historik
När 1862 års kommunalförordningar trädde i kraft den 1 januari 1863 inrättades i Sverige cirka 2 400 landskommuner samt 89 städer och ett mindre antal köpingar.
Då inrättades i Hultsjö socken i Västra härad i Småland denna kommun.
Vid kommunreformen 1952 uppgick den i Hjälmseryds landskommun. När denna 1974 upplöstes övergick denna del till Sävsjö kommun. 

## Politik

### Mandatfördelning i Hultsjö landskommun 1938-1946
| 9 | 11 |

| 19 |

| 2 | 12 | 5 | 1 |

| 19 |

| 2 | 12 | 4 | 2 |

| 17 | 3 |